# Váh
Váh (slovaška izgovorjava: [ʋaːx]; nemško Waag, izgovorjava [vaːk] (); madžarsko Vág; poljsko Wag) je s 403 km najdaljša reka na Slovaškem. Ob reki ležijo pomembnejša mesta, kot so Liptovský Hrádok, Liptovský Mikuláš, Ružomberok, Vrútky, Žilina, Bytča, Považská Bystrica, Púchov, Ilava, Dubnica nad Váhom, Nemšová, Trenčín, Nové Mesto nad Váhom, Piešťany, Hlohovec, Sereď, Šaľa, Kolárovo in Komárno.
Vah je levi pritok Donave, ki ima dva izvira. Črni Vah izvira v Visokih Tatrah, Beli Vah pa v Nizkih Tatrah. Reka teče preko severne in zahodne Slovaške, na njej pa leži 16 hidroelektrarn.